# Panilla mila
Panilla mila là một loài bướm đêm trong họ Erebidae.